# 危険物

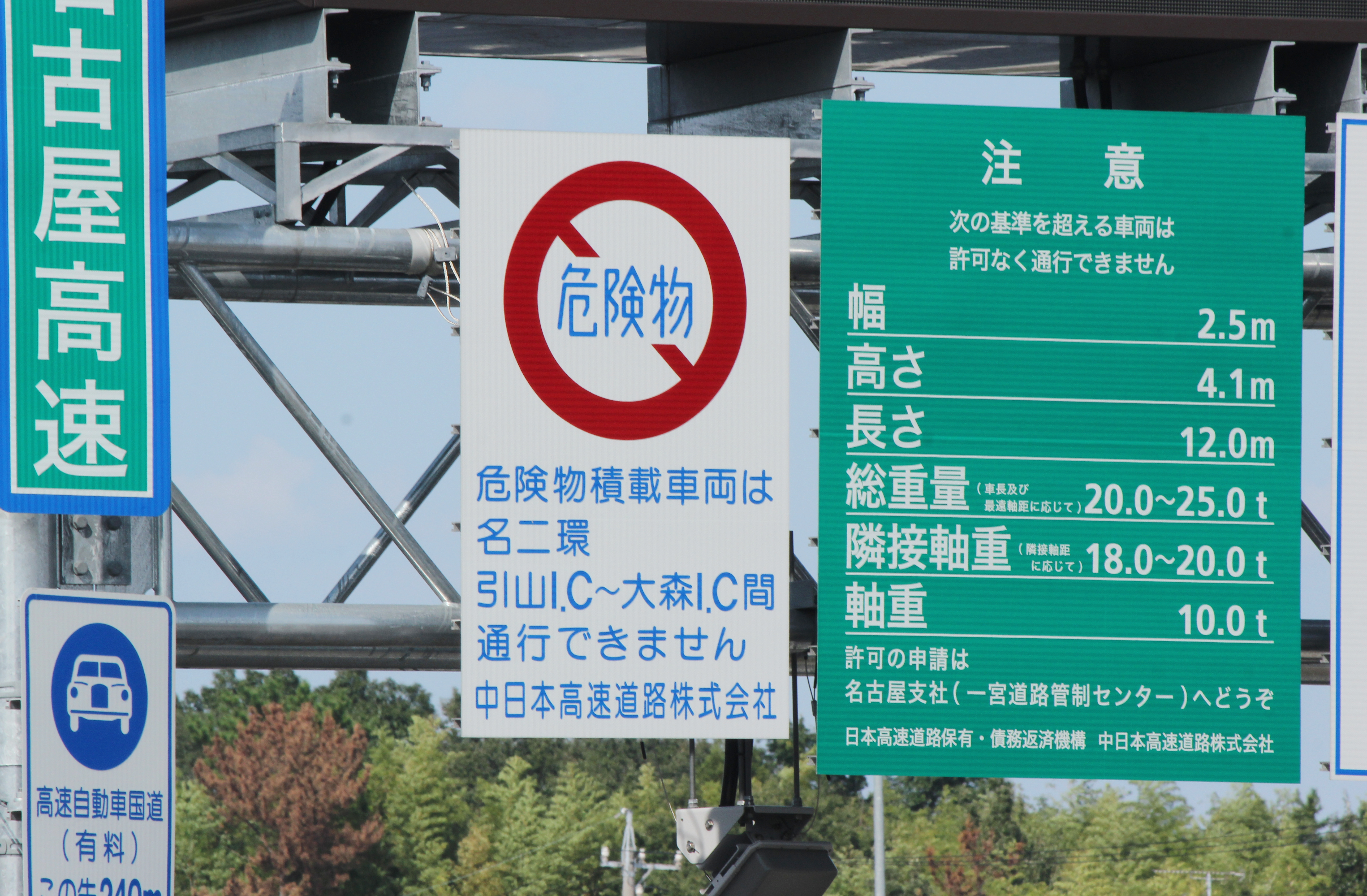
危険物搭載車を禁じるトンネル

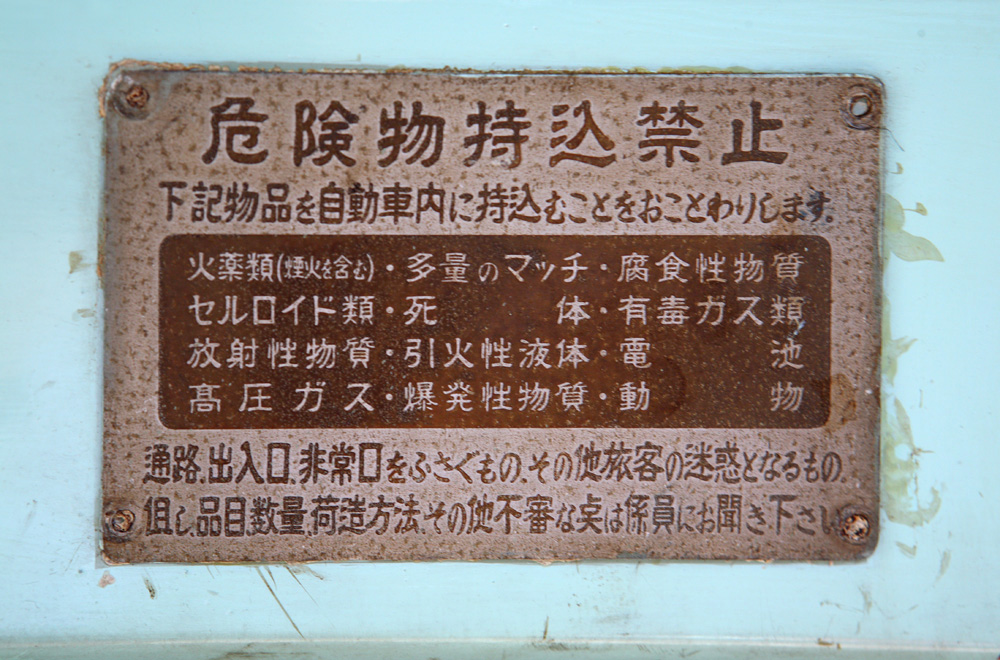
バスなどの旅客車両用のコーションプレート

危険物（きけんぶつ、英語: Dangerous goods）とは、対象に危険を及ぼす可能性を秘めた本質を持つ物である。文脈により危険を及ぼす対象及び危険を及ぼす主体の物の範囲が異なる。
対象としては、人間・動物・植物、環境（生態）、物体（物質・物品）、財産等が該当する場合がある。一方主体の物としては、物質（化学物質など）や物品（品物・製品・成形物・機器・器具）といったものが該当する場合がある。
また、文脈により危険物とされる範囲が異なる。

## 定義の一覧

### 日本での対象
言葉としての「危険物」の概念は幅広いが、日本法では「危険物」はいろいろな法令で定められている。例えば、消防法、毒物及び劇物取締法、高圧ガス保安法、労働安全衛生法、火薬類取締法、危険物船舶運送及び貯蔵規則・船舶による危険物の運送基準等を定める告示・航空法施行規則の「法第八十六条第一項 の国土交通省令で定める物件」とは法令上そうは呼んでいないが「危険物」のことである。この法令に基づいて・航空機による爆発物等の輸送基準を定める告示・航空機による放射性物質等の輸送基準を定める告示・建築基準法施行令、旅客自動車運送事業運輸規則によっても、それぞれ危険物の定義がなされ、規制されている。
世界的には、国連危険物輸送勧告に基づく分類、あるいは、それを基にした化学品の分類および表示に関する世界調和システム（GHS）で危険物が定義されていることが、他言語のウィキペディアを読むとよくわかる。ただし、日本でも航空輸送、海上輸送では、この国連危険物輸送勧告を踏襲しており、この国連危険物輸送勧告をベースにして構築されたGHSについては、日本でもそのまま導入されているので、労働現場や製品ラベル・安全データシートでは、この分類をよく見かけるようになっている。

### 消防法
消防法でいう「危険物」とは、「別表第一の品名欄に掲げる物品で同表に定める区分に応じ同表の性質欄に掲げる性状を有するもの」と定義されており、貯蔵や道路輸送中の火災・爆発や漏洩事故における危険な状況を想定している。この場合、保健衛生上の見地から人体などの健康に有害という意味での危険性はまた別で、こちらは毒物及び劇物取締法などが別途定められている。

### 国連危険物輸送勧告
航空輸送や海上輸送の場合は国際連合による国連危険物輸送勧告に基づいた「危険物」の概念が日本でも「危険物船舶運送及び貯蔵規則」及び「航空機による爆発物等の輸送基準を定める告示」並びに「航空機による放射性物質等の輸送基準を定める告示」において適用されている。
国連危険物輸送勧告はほぼすべての輸送形式（道路輸送・海上輸送・航空輸送など）における輸送中の危険な状況が想定されている。国連危険物輸送勧告を根本とする日本法規には船舶による危険物の運送基準等を定める告示や航空機による爆発物等の輸送基準等を定める告示などがある。
将来的には、法令規則等における危険物の分類は貯蔵・輸送を含むあらゆる取扱状況を想定したGHSと呼ばれる国際的に協調（ハーモナイズ）された体系を基礎としたものに移行していくと考えられている。

## 国連危険物輸送勧告に定める危険物

UN Class.1

危険物輸送に関する国連勧告別冊「試験方法及び判定基準」(Recommendations on the Transport of
Dangerous Goods, Manual of Tests and Criteria)に記載された分類基準に基づき荷送人が、輸送品の分類の実施するものとされている。分類は以下の9分類(class)に分かれ、さらに等級や容器等級・国連番号に細分される。
荷送人は分類の結果に応じて規則に従い、梱包と表示を行って輸送者に申告しなければならない。輸送者は荷送人が申告した分類に対応して定められた輸送上の規則にしたがって輸送を実施する。
輸送者は開梱して荷送人の申告・表示の正しさを確認することはしない（してはならない）ので、荷送人の分類に係わる安全上の責任は重大である。

### 分類の一覧

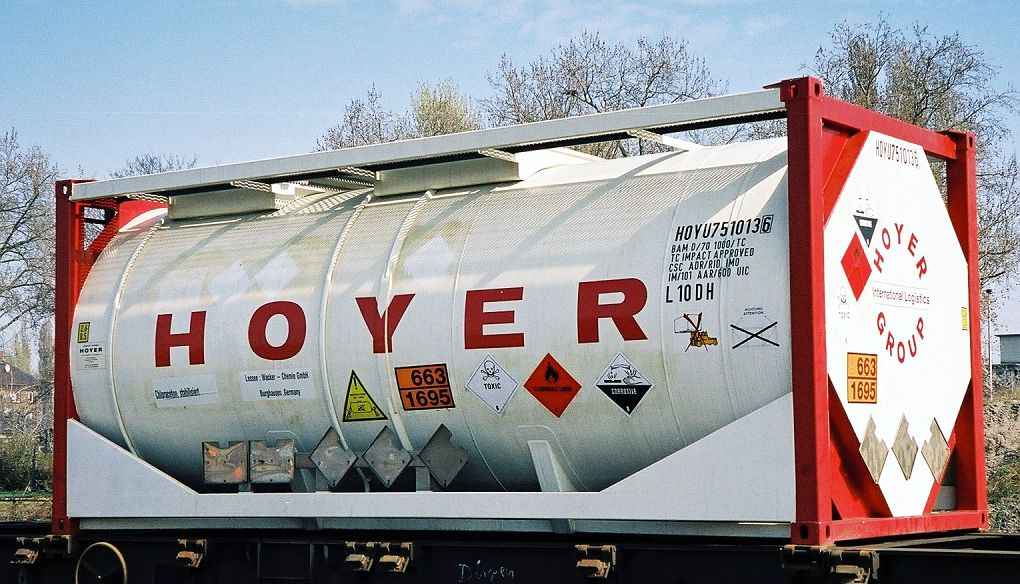
国連危険物輸送規則に基づく各種絵表示が見られる事例

危険物船舶運送および貯蔵規則の二章で定義されている危険物は次の９つである。下記の<>内は対応する国連危険物輸送勧告書(第17版)の英語とその直訳である。
- 分類1 火薬類 <Explosives 爆発物>
- 分類2 高圧ガス <Gases ガス>
- 分類3 引火性液体類 <Flammable liquids 引火性液体>
- 分類4 可燃性物質類 <Flammable solids; substance liable to spontaneous combustion; substances which, on contact with water, emit flammable gases 引火性固体; 自然発火しやすい物質; 水と接触したときに引火性ガスを発生する物質>
- 分類5 酸化性物質類 <Oxidizing substances and organic peroxides 酸化性物質及び有機過酸化物>
- 分類6 毒物類 <Toxic and infectious substances 毒性と感染性物質>
- 分類7 放射性物質等 <Radioactive material 放射性物質>
- 分類8 腐食性物質 <Corrosive substance 腐食性物質>
- 分類9 有害性物質 < Miscellaneous dangerous substances and articles, including environmental hazardous substances その他の危険な物質及び物品、これには、環境有害物質が含まれる>

### クラス1・爆発物
これを規定する日本の法令の一つである「危険物船舶運送及び貯蔵規則」では「火薬類」としている。
- 等級1.1 大量爆発(mass explosion)の危険性(hazard)がある物質及び物品(article)。
  - 大量爆発とはほぼ瞬間的にほとんどすべての貨物に影響が及ぶ爆発と定義される。
- 等級1.2 大量爆発の危険性がないが、飛散の危険性がある物質及び物品。
- 等級1.3 大量爆発の危険性がないが、火災の危険性があり、かつ、弱い爆風の危険性若しくは弱い飛散の危険性又はその両方の危険性のある物質及び物品。
- 等級1.4 重大な危険性がない物質及び物品。点火又は起爆が起きた場合にその影響が容器内に限られ、かつ、大きな破片が飛散しないものを含む。
- 等級1.5 大量爆発の危険性はあるが、非常に鈍感な物質。
- 等級1.6 大量爆発の危険性がなく、かつ、極めて鈍感な物品。

### 海上輸送に係る危険物

#### 国際規則
海上輸送に係る危険物輸送は国際的には日本も加盟する国際海事機関（IMO）（国連に属する専門機関）によって規定および管理の原則の策定が行われている。このIMOで、国際海上危険物規則（International Maritime Dangerous Goods Code、IMDGコード）、国際バルクケミカルコード（IBCコード）、核燃料物質等専用運搬船の基準（INFコード）等、国際的な安全基準を定めている。IMDGコードは国連危険物輸送勧告を基にして定められている。
IMDGコードは、2004年1月1日以前は、SOLAS条約勧告であったため部分的に国内規則に取り入れることが可能であったが、SOLAS条約の改定によって、2004年1月1日からは、同条約締約国は改正されたIMDGコードの規定全てを国内規則に採り入れ、実施することが強制されることになった。

#### 日本規則
日本ではこれら国際基準に基づき容器の強度、表示、積載方法、船舶の構造、設備等の技術基準を船舶安全法に基づく危険物船舶運送及び貯蔵規則（危規則）等で定めている。日本の所管官庁は国土交通省の海事局である。
船舶による危険物の運送基準等を定める告示(危告示)に危険物のリストがあり、これはIMDGコードの危険物リストに基づいている。
IMDGコードの改正においては施行と強制化に1年の移行措置があるが、国内法では施行と同時に強制化され移行措置が設けられていない。通常、危告示は施行日となる奇数年の1月1日に先立って12月25日から28日あたりに公布されることが多い。

### 航空輸送に係る危険物

空港で見られる危険物持ち込み禁止ポスター

危険物とは、国連がその輸送危険物勧告の定めている9つの危険性分類のうちの、1つ以上の基準に合致するものである。荷送り人は危険物を正確に識別、分類、包装等級への割り当てが求められる。輸送危険物勧告の分類基準は、試験方法及び分類マニュアル(Manual of Tests and Criteria)に記載されている。これは、元、危険物輸送に関する国連勧告別冊「試験方法及び判定基準」(Recommendations on the Transport of Dangerous Goods, Manual of Tests and Criteria)と呼ばれていたものが、GHSにも対応させたものである。

#### 国際規則
航空輸送に係る危険物輸送は国際的には日本も加盟する国際民間航空機関（ICAO）（国連に属する専門機関）が定める国際民間航空条約（Convention on International Civil Aviation)のANNEX18「危険物の航空安全輸送」により定められている。このANNEX18を補足するために「危険物の航空安全輸送に係る技術指針（Technical Instructions for the Safe Transport of　Dangerous Goods by Air：ICAO TI）」が、より詳細な内容を定めている。ICAO TIは国連危険物輸送勧告を基にして定められている。

#### 業界団体規則
国際航空運送協会(IATA)は、国際規則の遵守を推進する目的で、国際規則 TIをさらに詳細にした 航空危険物規則書(Dangerous Goods Regurations：DGR)を業界団体の規則として定めている。運用上の利便性を考慮して国際規則を明確化し、場合によっては追加的な制限を加える場合もある。
国際規格は国連危険物輸送勧告にあわせて2年毎の改正だが、DGRは1年毎の改正である。

#### 日本規則
日本では国際規則であるANNEX18に基づき航空法 第86条および航空法施行規則 第194条により危険物の航空輸送が規制される。具体的な基準等は「航空機による爆発物等の輸送基準等を定める告示」「航空機による放射性物質等の輸送基準を定める告示 」により定めている。日本の所管官庁は国土交通省の航空局である。
船舶による危険物の運送基準等を定める告示(危告示)に危険物のリストがあり、これはIMDGコードの危険物リストに基づいている。

#### 貨物と手荷物
航空輸送では危険物を貨物としての輸送する場合、乗客・乗員が手荷物として持ち込む場合、それぞれに基準がある。
一般的に航空輸送といえば貨物として輸送することを意味する。

### 道路輸送に係る危険物

#### 欧州周辺の規則
複数の国が道路で接続された欧州周辺では危険物国際道路輸送協定(Agreement concerning the International Carriage of Dangerous Goods by Road：ADR)を協定加盟国の規則として定め、道路輸送の円滑化を図っている。元々は欧州の規則としてスタートしたが周辺国も加盟し範囲が拡大したことから名称から European が削除された。
ADRは国連危険物輸送勧告を基にして国際連合欧州経済委員会(UNECE)により定められている。

#### 日本規則
日本では、危険物の運搬は消防法 第16条により規制されており、所管官庁は総務省消防庁である。
一方、旅客自動車運送事業運輸規則（昭和31年運輸省令第44号）第14条、第52条に基づいて、バス、タクシー等人を運送する事業における危険物の輸送制限が実施されている。所管官庁は国土交通省である。

#### 各国の規則
それぞれの国が自国の規則を定めている。多くの国では、国連危険物輸送勧告を基にしている。

### 鉄道輸送に係る危険物

#### 日本規則
まず手回り品の携行について。
鉄道運輸規程（昭和17年鉄道省令第3号）において、旅客が「火薬類其ノ他ノ危険品」を手荷物として託送することを禁じ（第37条）、「火薬類其ノ他ノ危険品」を他の品名で貨物として託送した際の措置（割増運賃請求及び損害賠償請求）について定めている（第59条）。
ここでは、「危険品」と呼んでいるが、日常では「危険物」と呼んでいることも少なくない。
実際の詳細な運用規則については各鉄道会社の旅客営業規則によっている。JR東日本の例では第307条 手回り品及び持込禁制品 で定めている。東海道新幹線火災事件の再発防止のため、大幅に制限が厳しくなった。
つぎに貨物列車による輸送について。
日本貨物鉄道（JR貨物）では、の平成19年10月に『貨物運送約款』を改訂し、危険物(危険品)の分類を国連危険物輸送勧告に準じたものにした。また、危険物を輸送する際の荷主、利用運送事業者、JR日本貨物間の責任を明確化した。その貨物運送約款第4章危険品輸送の特則では、国連危険物輸送勧告を大元とする国連番号と容器等級を貨物運送状記事欄への記載を求めている。JR貨物は、また、危険物(危険品)の貨物取扱について『危険品託送方法のご案内（コンテナ貨物）』なる冊子を発行している。分類は国連危険物輸送勧告に準じているが、容器・表示などの基準については消防法を適用している品目もあり詳細は輸送を委託するフォワーダーを通じて個別に確認が必要である。

## GHSによる危険物
国際連合の危険物輸送勧告とそれに基づく各モード(航空、海上、陸上、鉄道)の規則はすべて輸送安全に限定されたものである。これを貯蔵や使用まで拡大したものがGHSであるといってよい。

GHS01 爆発物
GHS02 可燃性
GHS03 支燃性・酸化性物質
GHS04 該当なし
GHS05 腐食性物質
GHS06 急性毒性（高毒性）
GHS07 急性毒性（低毒性）
GHS08 経口・吸飲による有害性
GHS09 水生環境有害性

## 日本の消防法に定める危険物
消防法において火災の原因となりかねないため、製造・貯蔵・取扱設備の設置および製造・貯蔵・取扱数量上限が規制対象となっている物質の総称である。全て常温で固体もしくは液体で、気体は含まれない。具体的には、消防法第2条第7項に「別表第一の品名欄に掲げる物品で、同表に定める区分に応じ同表の性質欄に掲げる性状を有するもの」と定義されているもので、これら危険物の製造・貯蔵・取扱設備は消防機関の有無に応じ市町村長等の設置許可が必要である。
また、引火点が危険物よりも高い可燃性物質は、消防法では指定可燃物と呼ばれ、貯蔵量の多い場合に消防署長に届出が必要となる。具体的には、紙くず、わら、可燃性液体類がこれにあたる。
危険物あるいは指定可燃物の品目は政令等で指定され、危険物品目が指定可燃物品目へと変更になる場合もある。
危険物は品種ごとに一般的に取り扱える数量を規定しており、それ以上の量を貯蔵または扱う場合は消防法に定められた規則にのっとった設備・施設が必要であり、品種に応じた危険物取扱者による作業または監督を必要とする。
- 例：ガソリン（危険物第4類、第1石油類、非水溶性）は指定数量の200リットルまでは資格が無くても扱える。したがって、一般乗用車のガソリンタンク容量は200リットルを超えることはない。以前この指定数量が100リットルであった時代は、乗用車のガソリンタンクも100リットル以下であった。

### 分類
以下の6種類に分けられ、第1類から第6類に分類される。(固体と液体の両方は、第3類と第5類。不燃性物質は、第1類と第6類。)

#### 第1類
酸化性固体：それ自体は燃焼しないが、可燃物を酸化して激しい燃焼や爆発を引き起こす固体。
- 塩素酸塩類
  - 塩素酸カリウム (KClO3)
  - 塩素酸バリウム (Ba(ClO3)2)
  - 塩素酸カルシウム (Ca(ClO3)2)
  - 塩素酸ナトリウム (NaClO3)
  - 塩素酸アンモニウム (NH4ClO3)
- 過塩素酸塩類
  - 過塩素酸カリウム (KClO4)
  - 過塩素酸ナトリウム (NaClO4)
  - 過塩素酸アンモニウム (NH4ClO4)
- 無機過酸化物
  - 過酸化カリウム (K2O2)
  - 過酸化ナトリウム (Na2O2)
  - 過酸化カルシウム (CaO2)
  - 過酸化マグネシウム (MgO2)
  - 過酸化バリウム (BaO2)
  - 過酸化リチウム (Li2O2)
- 亜塩素酸塩類
  - 亜塩素酸カリウム (KClO2)
  - 亜塩素酸ナトリウム (NaClO2)
  - 亜塩素酸銅 (CuClO2)
- 臭素酸塩類
  - 臭素酸カリウム (KBrO3)
  - 臭素酸ナトリウム (NaBrO3)
  - 臭素酸マグネシウム (Mg(BrO3)2)
- 硝酸塩類
  - 硝酸カリウム (KNO3)
  - 硝酸ナトリウム (NaNO3)
  - 硝酸バリウム (Ba(NO3)2)
  - 硝酸アンモニウム (NH4NO3)
  - 硝酸銀 (AgNO3)
- ヨウ素酸塩類
- 過マンガン酸塩類
  - 過マンガン酸カリウム (KMnO4)
  - 過マンガン酸アンモニウム (NH4MnO4)
  - 過マンガン酸ナトリウム（NaMnO4・3H2O)
- 重クロム酸塩類
  - 重クロム酸アンモニウム ((NH4)2Cr2O7)
  - 重クロム酸カリウム (K2Cr2O7)
- その他のもので政令で定めるもの
  - 過よう素酸塩類
  - 過よう素酸
  - クロム、鉛又はよう素の酸化物
  - 亜硝酸塩類
  - 次亜塩素酸塩類
  - 塩素化イソシアヌル酸（例1）（例2）
  - ペルオキソ二硫酸塩類
  - ペルオキソほう酸塩類
- 前各号に掲げるもののいずれかを含有するもの

#### 第2類
可燃性固体：着火しやすい固体や低温で引火しやすい固体。
- 硫化リン
- 赤リン
- 硫黄
- 鉄粉
- 金属粉
- マグネシウム
- その他のもので政令で定めるもの
  - 未制定
- 前各号に掲げるもののいずれかを含有するもの
- 引火性固体
  - 固形アルコール
  - ゴムのり
  - ラッカーパテ

#### 第3類
自然発火性物質及び禁水性物質：空気や水と接触して、発火したり可燃性ガスを出したりする物質。
- カリウム
- ナトリウム
- アルキルアルミニウム
- アルキルリチウム
- 黄リン
- アルカリ金属（カリウム及びナトリウムを除く。リチウムは禁水性のみ該当）及びアルカリ土類金属　（カルシウム、バリウムなど）
- 有機金属化合物（アルキルアルミニウム及びアルキルリチウムを除く）
- 金属の水素化物（水素化ナトリウム、水素化リチウム）
- 金属のりん化物
- カルシウム又はアルミニウムの炭化物
- その他のもので政令で定めるもの
  - 塩素化けい素化合物
- 前各号に掲げるもののいずれかを含有するもの

#### 第4類
引火性液体：引火しやすい液体。ガソリンや灯油などの液体燃料がこの類になる。その中で、危険な順に以下の順序で分類される。たとえば、第2石油類よりも第1石油類の方が危険なので、保管できる指定数量は小さくなり、容器に求められる安全性も高くなってくる。
引火性液体は、液体自身に火が点くのではなく、液体から発生する蒸気（揮発し気体化したもの）に火が点く（蒸発燃焼）。危険物の中で唯一、一部を取り扱う事のできる丙種資格が存在する。
第3石油類・第4石油類・動植物油類は引火点が高く、加熱しない限り引火する危険性はない。しかしいったん火災になった場合は液温が非常に高くなるため、消火が困難な状況となる場合もある。
また、一部例外もあるが、引火性液体の主な特徴として「液比重が1よりも小さい（水よりも軽い）、発生する蒸気は空気よりも重い、水に溶けない（アセトアルデヒド・アルコール類・酢酸・グリセリンなど水溶性のものを除く）、電気の不良導体である」という性質を持つ。
特殊引火物1気圧で、発火点が 100°C以下、又は引火点が −20°C以下で沸点が 40°C以下のもの。
ジエチルエーテル、二硫化炭素、アセトアルデヒド、酸化プロピレン、ペンタン、イソペンタン、ギ酸メチルなど。
第1石油類1気圧で、引火点が 21°C未満のもの。
アセトン、ガソリン、ベンゼン、トルエン、ピリジン、臭化エチル、ギ酸エチル、酢酸エチル、メチルエチルケトン、トリエチルアミン、アクロレイン、アクリロニトリル、エチレンイミン、アセトニトリル。
アルコール類1分子を構成する炭素数3以下の飽和1価アルコール。
メチルアルコール、エチルアルコール、プロピルアルコール。
第2石油類1気圧で、引火点が 21°C以上 70°C未満のもの。
灯油、軽油、酢酸、無水酢酸、キシレン、クロロベンゼン、ニトロメタン、テレビン油、スチレンモノマー、アクリル酸、N,N-ジメチルホルムアミド、プロピオン酸。
第3石油類1気圧で、温度 20°Cで液体であって、引火点が 70°C以上 200°C未満のもの。
重油、クレオソート油、クレゾール、アニリン、ニトロベンゼン、グリセリン、エチレングリコール、トリレンジイソシアネート、2サイクルエンジンオイル。
第4石油類1気圧で、温度 20°Cで液体であって、引火点が 200°C以上 250°C未満のもの。
潤滑油（ギヤー油、シリンダー油、タービン油）、リン酸トリクレジル、フタル酸ジオクチル。
動植物油類動植物油類とは、動物の脂肉等又は植物の種子若しくは果肉から抽出したものであって、1気圧において引火点が 250°C未満のものをいい、総務省令で定めるところにより貯蔵保管されているものを除く。
椰子油、アマニ油。

#### 第5類
自己反応性物質：加熱や衝撃で、分子内に含まれる酸素が助燃剤となることで激しく燃えたり爆発したりする物質。これらの物質が原因の火災は、消火が困難である。
- 有機過酸化物
- 硝酸エステル類
- ニトロ化合物
- ニトロソ化合物
- アゾ化合物
- ジアゾ化合物
- ヒドラジンの誘導体
- ヒドロキシルアミン
- ヒドロキシルアミン塩類
- その他のもので政令で定めるもの
  - 金属のアジ化物
  - 硝酸グアニジン
- 前各号に掲げるもののいずれかを含有するもの

#### 第6類
酸化性液体：それ自体は燃焼しないが、可燃物を酸化して激しい燃焼や爆発を引き起こす液体。
- 過塩素酸
- 過酸化水素
- 硝酸
- その他のもので政令で定めるもの
  - ハロゲン間化合物
- 前各号に掲げるもののいずれかを含有するもの

### 指定数量
一定の数量を指定して、その数量以上を取り扱ったり保管したりする場合に、許可が必要になる基準数量である。危険性が高いほど指定数量が少なくなる。その何倍、あるいは、何分の一で規制の内容が変わる。各指定数量は次のとおり。
- 第1類：酸化性固体
  - 第1種酸化性固体：50kg
  - 第2種酸化性固体：300kg
  - 第3種酸化性固体：1,000kg
- 第2類：可燃性固体
  - 硫化リン：100kg
  - 赤リン：100kg
  - 硫黄：100kg
  - 鉄粉：500kg
  - 第1種可燃性固体：100kg
  - 第2種可燃性固体：500kg
  - 引火性固体：1,000kg
- 第3類：自然発火性物質及び禁水性物質
  - カリウム：10kg
  - ナトリウム：10kg
  - アルキルアルミニウム：10kg
  - アルキルリチウム：10kg
  - 黄リン：20kg
  - 第1種自然発火性物質及び禁水性物質：10kg
  - 第2種自然発火性物質及び禁水性物質：50kg
  - 第3種自然発火性物質及び禁水性物質：300kg
- 第4類：引火性液体
  - 特殊引火物：50L
  - 第1石油類　
    - 非水溶性液体：200L
    - 水溶性液体：400L

  - アルコール類：400L
  - 第2石油類
    - 非水溶性液体：1,000L
    - 水溶性液体：2,000L

  - 第3石油類
    - 非水溶性液体：2,000L
    - 水溶性液体：4,000L

  - 第4石油類：6,000L
  - 動植物油類：10,000L
- 第5類：自己反応性物質
  - 第1種自己反応性物質：10kg
  - 第2種自己反応性物質：100kg
- 第6類：酸化性液体
  - 酸化性液体：300kg

#### 計算法
以下のような方法で倍数計算を行う。
- 同一の危険物を同一の場所で貯蔵し、又は取り扱う場合（倍数が1以上なら危険物施設となり許可が必要。）

| 貯蔵・取扱う危険物の数量 | = 倍数 |
| 指定数量                 | = 倍数 |
- 品名の違う危険物を同一場所で貯蔵し、又は取り扱う場合（倍数が1以上の場合、当該場所は指定数量以上の危険物を貯蔵し、又は取り扱っているものとみなされる。）

| Aの貯蔵量   | + | Bの貯蔵量   | + | Cの貯蔵量   | = 倍数 |
| Aの指定数量 | + | Bの指定数量 | + | Cの指定数量 | = 倍数 |

### 道路の通行規制
危険物積載車両は、道路法第46条第3項に基づき、水底トンネルの通行が禁止・制限されている。延長5,000 m以上の長大トンネル、水際にあり路面の高さが水面以下のトンネルも、水底トンネルに準じた扱いで同様の措置がなされる。これは道路法の規定に基づき、道路管理者が指定する。

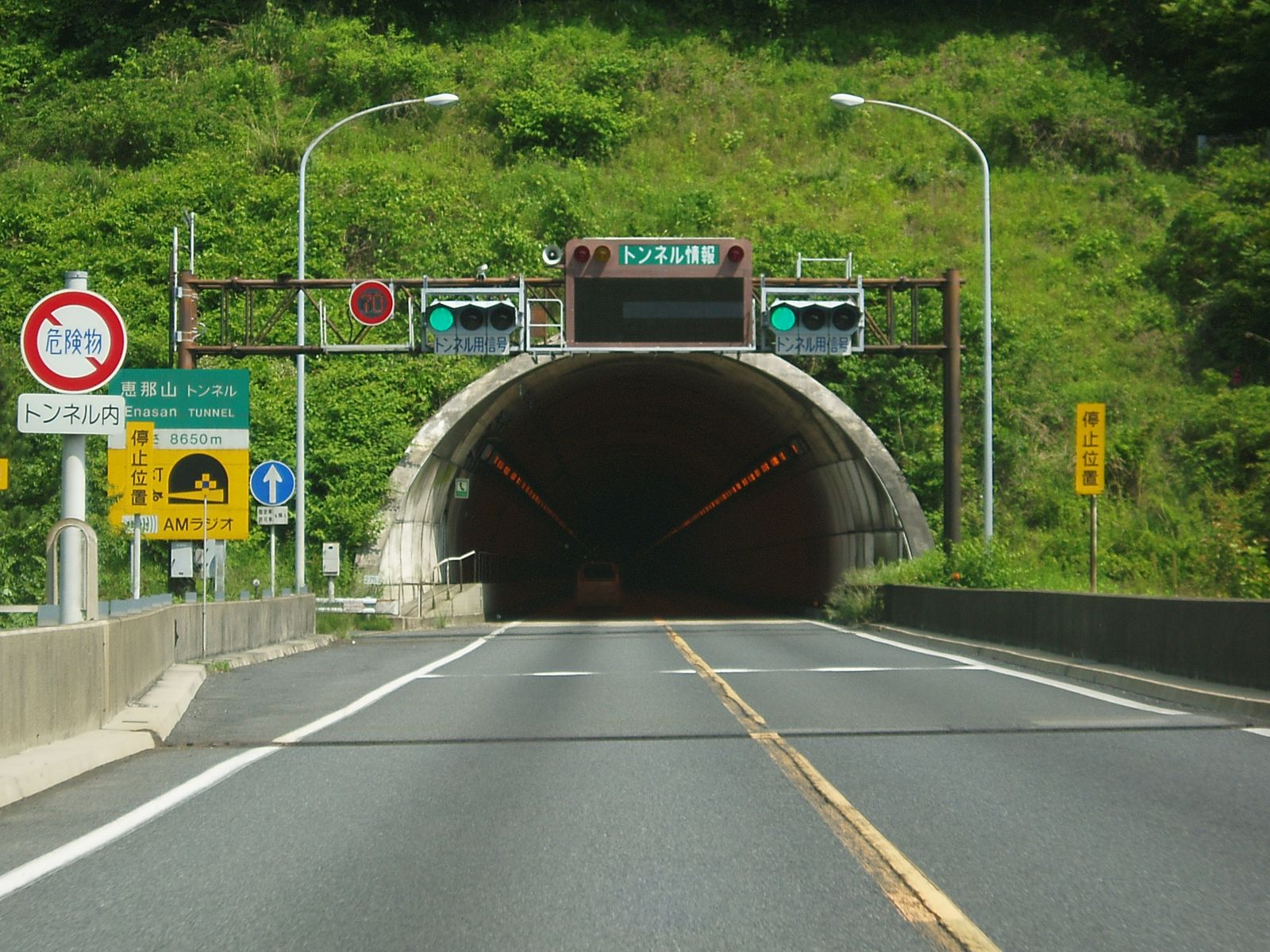
危険物積載車が通行禁止となっている恵那山トンネル

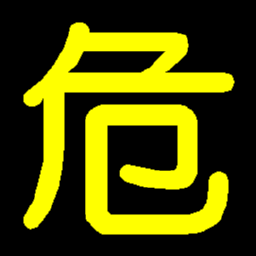
危険物積載トラックに掲載されているマーク

日本国外でも、ゴッタルド道路トンネル（スイス）のように、長大トンネルでは危険物積載車両の通行が禁止・制限されている。
日本の道路トンネルでは、関越トンネル（関越自動車道）・飛驒トンネル（東海北陸自動車道）・栗子トンネル（東北中央自動車道）・恵那山トンネル（中央自動車道）など延長5,000m以上の長大トンネルでこの規定が適用されているが、山手トンネル（首都高速中央環状線）、アクアトンネル（東京湾アクアライン）、横浜北トンネル（首都高速神奈川7号横浜北線）など長大トンネルと水底トンネルの両方の条件に該当するものもある。
近年では樽峠トンネル（中部横断自動車道）・新区界トンネル（国道106号）・箕面トンネル（新名神高速道路）・大万木トンネル（松江自動車道）などのように、通行規制を回避するため、意図的にトンネル延長を5,000 m未満（4,900 m台）に抑えている事例もあり、新東名高速道路と新名神高速道路に至っては、危険物積載車両の同一区間走行を実現させるため、5,000 mを超えるトンネルを避けたルートとなっている。
2016年（平成28年）に条件付きの規制緩和が行われ、災害時に被災地へ迅速なエネルギー輸送が行えるよう、タンクローリーなど、危険物積載車の前後に誘導車を伴って長大トンネルの走行ができる、「エスコート通行方式」が導入された。

### 国連危険物輸送勧告の定義との違い
国連危険物輸送勧告における危険物と、日本の消防法における危険物の定義が異なることに注意が必要である。例を挙げると、消防法では引火点250°C以下の液体を危険物第4類の引火性液体としているが、国連危険物輸送勧告では引火点が60°C以下（かつ初留点が35°C以上）の液体を危険物クラス3の引火性液体としている。
この違いの理解は単に国際実務を行う時に重要なのではなく、日本国内での危険物についての法令を遵守した実務を行う際にも重要である。それは、消防法において陸上で自動車による危険物の輸送を規制しており、海上での輸送については国連危険物輸送勧告や国際条約等に従っている船舶安全法に基づく「船舶による危険物の運送基準等を定める告示」(危告示)により、危険物が定義・規制されている。同様に航空法施行規則(昭和二十七年運輸省令第五十六号)第百九十四条第一項第九号並びに同条第二項第一号、第三号及び第四号の規定に基づく「航空機による爆発物等の輸送基準等を定める告示」により、航空輸送における危険物が定義されている。